# Adolfo Ramírez Torres
Adolfo Ramírez Torres es un político venezolano.

## Biografía
Fue designado Gobernador del Distrito Federal de Venezuela por el presidente Jaime Lusinchi a principios de los años 1980 y posteriormente fue Viceministro del Interior. En 1991 iniciaron una serie de investigaciones en su contra por lo que fue expulsado de Acción Democrática y el 14 de junio fue detenido acusado de Narcotráfico. En 1998 fue declarado culpable y sentenciado a diez años de prisión. El 6 de junio de 2000 el Juzgado Trigésimo Primero de Primera Instancia del Circuito Judicial Penal del Área Metropolitana de Caracas, actuando como Control, decretó el sobreseimiento del caso.